# Xylotrechus ruficollis
Xylotrechus ruficollis är en skalbaggsart som beskrevs av Hintz 1919. Xylotrechus ruficollis ingår i släktet Xylotrechus och familjen långhorningar. Inga underarter finns listade i Catalogue of Life.